# Les Amours interdites (roman)
Les Amours interdites (禁色, Kinjiki) est un roman de l'auteur japonais Yukio Mishima rédigé entre 1950 et 1953. Le terme kinjiki est un euphémisme pour homosexualité. Le kanji 禁 signifie « interdit » et 色 signifie dans ce contexte « amour érotique », bien qu'il puisse aussi signifier « couleurs », d'où la traduction du titre du roman en anglais Forbidden Colors.
Ce roman qui est considéré comme l'une des œuvres majeures de Mishima qui explore ainsi la question de l'hédonisme sexuel dans le Japon de l'après Seconde Guerre mondiale. Les Amours interdites est un roman d'une grande profondeur psychologique, car le sujet de l’homosexualité masculine au Japon était très caché à l'époque de sa sortie[réf. nécessaire].
Écrit sur un ton lyrique et captivant, Les Amours interdites contient des éléments autobiographiques pour Mishima : une mère omniprésente, une femme belle et subalterne et un monde homosexuel inexploré et secret, voire décadent. 
Mishima dira à propos de son roman : « J'ai formé le projet insolent de transformer mon tempérament en un roman et d'ensevelir le premier dans le second ».

## Résumé
Shunsuké, un vieil écrivain, connu et aigri, pactise avec Yûichi Minami, un jeune et très beau garçon pour se venger des femmes qui l'ont trahi. 
Alors que son mentor le pousse dans un mariage sans amour et une série d'aventures amoureuses sans issue, Yûichi va chercher du réconfort physique et affectif dans le vaste univers homosexuel et caché du Japon de l'après-guerre. 
Yûichi, traversant ce monde homosexuel avec ses lieux secrets peuplés de maîtres chanteurs, de proxénètes et de prostitués, se trouve lui-même aussi vulnérable et sans défense que les femmes auxquelles il doit s'attaquer. Shunsuké pense qu'il pourra manipuler le beau Yûichi comme une marionnette d'un roman qu'il n'écrira jamais ; mais d'autres manipulateurs et surtout la séduction de Yuichi vont compliquer ses plans...

## Les thèmes abordés
Les thèmes en rapport avec Yûichi et Shunsuké sont :
- l'homosexualité : la poursuite par Yûichi de sa nature homosexuelle est une force motrice de la narration. Le mépris de Shunsuké pour les femmes le conduit à admirer Yûichi qu'il sait incapable d'aimer une femme.
- la misogynie : autant Yûichi que Shunsuké ont du mépris pour les femmes ce qui dicte leur comportement.

L'élément thématique le plus fondamental est le choc des contraires :
- La beauté et la laideur : Yûichi est considéré comme le summum de la beauté tandis que Shunsuké se considère comme extrêmement laid.
- La jeunesse et la vieillesse : les jeunes et les vieux sont mis en opposition. La jeunesse de Yûichi et l'âge de Shunsuke s'opposent même s'ils conspirent ensemble. La jeunesse de Kyoko et la maturité de Madame Kaburagi s'opposent pour attirer l'affection de Yûichi.
- La vie et la mort : Shunsuké est obsédé par la mort qu'il ressent comme plus puissante que la vie.
- Les doubles vies et les alter ego : l'entrée de Yûichi dans le monde homosexuel de Tokyo lui cause des problèmes car il doit cacher sa nature à sa femme et au monde en général.

## Adaptations
La première pièce Butō était une adaptation des amours interdites (Kinjiki) par Tatsumi Hijikata, dont la première eut lieu en 1959.
Le titre anglais du roman Forbidden Colors a été utilisé par David Sylvian et Ryuichi Sakamoto comme musique du film Furyo (Merry Christmas Mr Lawrence), un film se déroulant dans un camp de prisonniers de guerre à Java et qui comporte des thèmes homo-érotiques.